# نيكولاس كيركوود
نيكولاس كيركوود (بالإنجليزية: Nicholas Kirkwood)‏ هو مصمم أزياء بريطاني، ولد في 1980.